# Лубинец, Дмитрий Валерьевич
Дми́трий Вале́рьевич Лубине́ц (укр. Дмитро Валерійович Лубінець; род. 4 июля 1981, Волноваха, Донецкая область) — украинский юрист и политик. Уполномоченный Верховной Рады Украины по правам человека (с 2022). Депутат Волновахского городского совета VI созыва (2010—2014). Первый заместитель председателя правления «Народно-патриотический союз Донбасса». Народный депутат Украины VIII и IX созывов. Председатель Комитета Верховной Рады Украины по правам человека, деоккупации и реинтеграции временно оккупированных территорий в Донецкой, Луганской областях и автономной Республики Крым, города Севастополя, национальных меньшинств и межнациональных отношений.

## Образование
В 1998 году окончил среднюю школу № 5 в Волновахе, отмечен золотой медалью.
С 1998 по 2003 год учился на историческом факультете Донецкого национального университета, на кафедре международных отношений и внешней политики. Получил диплом специалиста по международным отношениям, референта-переводчика с английского языка. Во время учёбы в университете трижды выигрывал месячные гранты на обучение. После 1-го курса в Венгрии, после 2-го — в Германии, после 3-го — в Нидерландах.
С 2008 по 2013 год учился на юридическом факультете Национального юридического университета им. Ярослава Мудрого, г. Харьков, судебно-прокурорская специализация. Получил диплом специалиста по правоведению.

## Профессиональная карьера
С 2004 по 2005 — администратор на СПД «Холодченко».
С 2005 по 2014 — частный предприниматель.
С 2012 по 2014 год работал юристом на КФГ «Практика», был частным предпринимателем.

## Политическая деятельность
С 2010 по 2014 — депутат Волновахского городского совета VI созыва.
С 2014 по 2019 — народный депутат Украины VIII созыва. Секретарь Комитета Верховной Рады Украины по вопросам Регламента и организации работы Верховной Рады. Член Постоянной делегации в Парламентской ассамблее Совета Европы от Украины. Первый заместитель председателя правления ОО «Народно-патриотический союз Донбасса».
С 2019 по 2022 год — народный депутат Украины IX созыва. Председатель Комитета Верховной Рады Украины по правам человека, деоккупации и реинтеграции временно оккупированных территорий в Донецкой, Луганской областях и автономной Республики Крым, города Севастополя, национальных меньшинств и межнациональных отношений. Член Временной специальной комиссии Верховной Рады Украины по вопросам формирования и реализации государственной политики по восстановлению территориальной целостности и обеспечения суверенитета Украины. Член Постоянной делегации в Парламентской ассамблее Совета Европы. Сопредседатель группы по межпарламентским связям с Греческой Республикой. Член группы по межпарламентским связям с Республикой Индонезия, Объединенными Арабскими Эмиратами, Республикой Словения, Республикой Чили, Грузией, Эстонской Республикой и с Королевством Бельгия.
1 июля 2022 года Верховная Рада назначила Лубинца Уполномоченным (омбудсменом) ВРУ по правам человека. Это решение было поддержано 250 депутатами.

## Общественная деятельность
Дмитрий Лубинец стал организатором марша мира «Я — Волноваха», который состоялся в Киеве 18 января 2015 года. Такой же марш прошел тогда в 72 странах мира.
Начиная с 2016 года, благотворительный фонд «Я — Волноваха», которым руководит Янина Лубинец, занимает первые места в национальном конкурсе «Благотворительная Украина». Фонду удалось наладить сотрудничество со многими украинскими и иностранными благотворительными организациями: «Каритас Украины», БФ «Каритас-Спес», «Датский совет по делам беженцев», ЮНИСЕФ, УВКБ ООН, ПРООН, БФ «Волынь-2014», МБФ «Новое поколение», МБО «Миссия Евразия», ОО «Ветер надежды и любви», испанская БО «Cooperation International ONG Levante», венгерский БФ «Жизнь без страха» и другие.

## Семья
Женат, воспитывает сына и дочь. Жена — Янина Лубинец. Сын — Даниил Лубинец. Дочь — Валерия Лубинец.
Отец — Лубинец Валерий Дмитриевич, председатель Хлебодаровский ОТГ. Брат — Лубинец Иван Валерьевич, председатель военно-гражданской администрации города Волноваха.